# Liogenys opthalmica
Liogenys opthalmica är en skalbaggsart som beskrevs av Frey 1973. Liogenys opthalmica ingår i släktet Liogenys och familjen Melolonthidae. Inga underarter finns listade i Catalogue of Life.